# Heinz Edelmann
Pour les articles homonymes, voir Edelmann.
Heinz Edelmann, né le 20 juin 1934 à Aussig, Tchécoslovaquie (aujourd'hui Ústí nad Labem, République tchèque), et mort à Stuttgart (Allemagne) le 21 juillet 2009, est un illustrateur et designer allemand. Il est surtout connu pour avoir été le directeur artistique du film d'animation Yellow Submarine.

## Biographie
Son père, Wilhelm Edelmann, est Allemand, et sa mère, Josefa Kladivová, est Tchécoslovaque.
Entre 1953 et 1958, Edelmann étudie la gravure et l'impression à l'Académie des beaux-arts de Düsseldorf chez Otto Coester. Il devient ensuite illustrateur indépendant et réalise des affiches de théâtre et des publicités. Entre 1961 et 1969, il est un collaborateur régulier du magazine twen, pour lequel il crée des illustrations et des couvertures. Charlie Jenkins, le responsable des effets spéciaux du projet de film d'animation Yellow Submarine, intéressé par le style de dessin qu'il voit dans le magazine, propose d'engager Edelmann. Il deviendra le directeur artistique du projet, sur lequel il travaillera entre 1967 et 1968. Entre 1968 et 1970, il devient associé dans une petite compagnie d'animation de Londres mais ne fera plus d'autres films. Il part pour Amsterdam en 1970 où il crée des couvertures de livres et des affiches pour des pièces et des films. Il utilise une dernière fois, du moins volontairement, le style particulier imaginé pour Yellow Submarine pour illustrer le livre de Hans Stempel et Martin Ripkens Andromedar SR1. Il réalise également la couverture d'une édition allemande du Seigneur des anneaux de J. R. R. Tolkien et de nombreuses illustrations du livre pour enfants Le Vent dans les saules, de Kenneth Grahame. De 1972 à 1976, Edelmann enseigne le design industriel à la Haute École de sciences appliquées de Düsseldorf. Il devient ensuite chargé de cours d'art et design à la Haute École de sciences appliquées de Cologne (Fachhochschule Köln) puis, en 1999, professeur d'illustration à l'Académie des Beaux-Arts de Stuttgart (Staatliche Akademie der Bildenden Künste Stuttgart).
Il crée en outre Curro, la mascotte de l'Exposition universelle de Séville de 1992.
Il meurt d'une insuffisance rénale et cardiaque à Stuttgart le 21 juillet 2009, à l'âge de 75 ans.

## Source
- (en) Cet article est partiellement ou en totalité issu de l’article de Wikipédia en anglais intitulé « Heinz Edelmann » (voir la liste des auteurs).